# Sodagreen
I Sodagreen (cinese tradizionale: 蘇打綠; cinese semplificato: 苏打绿; pinyin: Sūdá lǜ) sono un gruppo pop rock taiwanese. Divennero popolari nel 2004, dopo aver ricevuto il Premio Gran Giuria al Hohaiyan Gongliau Rock Festival. Nel 2006 ricevettero le nomination come Miglior Arrangiamento e Miglior Gruppo al diciassettesimo Golden Melody Awards. I Sodagreen sono anche rinomati per la voce unica e grande estensione vocale del cantante, Qing Feng.

## Formazione
- Wu Qingfeng (Greeny) – Voce
- Liu Jiakai (Kay) – Chitarra elettrica
- He Jingyang (A-Fu) – Chitarra classica
- Gong Yuqi (Zephyr) – Piano, viola
- Xie Xinyi (Claire) – Basso
- Shi Junwei (Wei) – Batteria

## Storia
- Maggio 2001: i Sodagreen si sono iscritti alla Golden Melody Cup, evento organizzato dalla National Chengchi University di Taipei, ed hanno vinto il premio come "Più Grande Popolarità" grazie alla composizione "Peeping". Con l'aiuto di Shiao-Ying, uno dei giudici, hanno registrato "Peeping" per inserirla nella compilation Taiwan independent compilation 2001, pubblicata dalla TCM.
- Aprile 2002: dopo vari avvicendamenti alla chitarra, i Sodagreen hanno partecipato ancora una volta alla Golden Melody Cup, guadagnandosi questa volta i premi di Band Campione, Composizione Campione, Miglior Testo e Miglior Musica.
- Marzo 2003: A-Fu e Jia-Kai provenienti dalla National Chengchi University, e A-Gong della Taipei National University of Arts, si sono uniti ai Sodagreen. Da quel momento la formazione è rimasta invariata.
- Luglio 2003: la band ha suonato in concerto durante la sessione Hot Wave Rock del Hohaiyan Gongliau Rock Festival.
- Agosto 2004: hanno vinto il premio "Gran Giuria" al Hohaiyan Gongliau Rock Festival. Grazie ad esso, sono stati messi sotto contratto dalla Willin Music.
- Settembre 2005: è stato pubblicato il loro primo album, Sodagreen.
- Ottobre 2006: è stato pubblicato il loro secondo album, Little Universe.
- Dicembre 2006: è stato pubblicato il singolo My Future Is Not a Dream in collaborazione con A-pay, una band sotto la stessa etichetta discografica.
- Giugno 2007: hanno ricevuto il premio come Miglior Gruppo ai diciottesimi Golden Melody Awards. Il cantante Qing Feng ha ricevuto il premio come Miglior Autore di Canzoni per la sua "Little Love Song".
- Novembre 2007: è stato pubblicato il terzo album Incomparable Beauty. Hanno tenuto il primo concerto a pagamento, l'Absolutely Beautiful Concert, alla Taipei Arena. I Sodagreen sono stati la prima band indie a tenere un concerto alla Taipei Arena, segnando inoltre il record come concerto più lungo (cinque ore) mai rappresentato nel luogo.
- Maggio 2008: è stato pubblicato il quarto album Sing with Me, in cui sono presenti alcuni brani live registrati al'Absolutely Beautiful Concert, oltre a tre brani inediti.
- Luglio 2008: hanno ricevuto il premio come "Miglior Gruppo" ai diciannovesimi Golden Melody Awards.

## Discografia

### Album
| Album   | Informazioni sull'album                                            | Tracklist |
| ------- | ------------------------------------------------------------------ | --- |
| Primo   | Sodagreen (蘇打綠) - Pubblicato: 2 settembre 2005                  | 1. Too Late to Regret (後悔莫及) 2. Flying Fish (飛魚) 3. Oh oh oh oh...... 4. That Moment Is Over 5. It's My Sea (是我的海) 6. Floating (漂浮) 7. Frequency (頻率) 8. Oh, You (你喔) 9. Landing Practice Existence Twin Genes (降落練習存在攣生基因) 10. Theory of Relativity IV (相對論IV) 11. Peeping (窺) |
| Secondo | Little Universe (小宇宙) - Pubblicato: 20 ottobre 2006             | 1. You Are, You Will 2. Little Universe (小宇宙) 3. Little Love Song (小情歌) 4. Signs (符號) 5. Temporarily Out of Control (暫時失控) 6. City Stuck in Rain (被雨困住的城市) 7. Already (已經) 8. Noisy (吵) 9. Behind You (背著你) 10. Falling (墜落) 11. Song Without Words (無言歌) |
| Terzo   | Incomparable Beauty (無與倫比的美麗) - Pubblicato: 2 novembre 2007 | 1. Amusement (遊樂) 2. Flower Tea (花茶) 3. Season Rhapsody (四季狂想) 4. Left Side (左邊) 5. Incomparable Beauty (無與倫比的美麗) 6. Moon of Sun Appearing (白日出沒的月球) 7. On This Day (這天) 8. Simple Life (簡單生活) 9. City (城市) 10. Believe (相信) |
| Quarto  | Sing with Me (陪我歌唱) - Pubblicato: 2 maggio 2008                | CD1 Live 1. Little Universe (小宇宙) 2. Temporarily Out of Control (暫時失控) 3. Theory of Relativity IV (相對論IV) 4. City Stuck in Rain (被雨困住的城市) 5. Memory (記念) 6. Floating (漂浮) 7. Creep 8. Spider Sky (蜘蛛天空) 9. It's My Sea (是我的海) 10. Oh oh oh oh 11. Blue Eyes (藍眼睛) 12. The Only Thing I Care About Is You (我只在乎你) 13. Frequency (頻率) CD2 Studio 1. Murmur (呢喃) 2. Sing with Me (陪我歌唱) 3. Lover Animal (愛人動物) |
| Quinto  | Daylight of Spring (春。日光) - Pubblicato: 8 maggio 2009          | 1. (融雪之前) 2. (牧神搭上春色的火車) 3. (日光) 4. (在我們之間) 5. (配樂(曲：蘇打綠)) 6. (各站停靠︰) 7. (一千座噴泉) 8. (交響夢) 9. (異次元的玫瑰) 10. (配樂(曲：蘇打綠)) 11. (嬉戲之後) 12. (早點回家) |

### Singoli
| Singolo | Informazione sul singolo                                                                                          | Tracklist |
| ------- | --- | --- |
| Primo   | Vision, Sounds And Illusions In The Air (空氣中的視聽與幻覺) - Pubblicato: 30 maggio 2004                         | 1. Vision, Sounds And Illusions In The Air 2. Air                                                                               |
| Secondo | Flying Fish (飛魚) - Pubblicato: 1º novembre 2004                                                                 | 1. Flying Fish (quartetto di archi) 2. Flying Fish 3. Flying Fish (Remix) 4. Flying Fish (versione quartetto)                   |
| Terzo   | Believe in music (Live at the stage) - Pubblicato: 17 novembre 2004                                               | 1. Computer Data, Not Playable 2. Believe in music MV 3. Air MV 4. Believe in music 5. Spider Sky (蜘蛛天空) 6. I don't care    |
| Quarto  | A Thousand Year Late (遲到千年) - Pubblicato: 18 settembre 2006                                                   | 1. A Thousand Year Late (Demo) 2. Falling (墜落) (Demo) 3. A Thousand Year Late                                                 |
| Quinto  | My Future Is Not A Dream (我的未來不是夢) - Sodagreen feat. A-pay - Pubblicato: 15 dicembre 2006 - Copie limitate | 1. My Future Is Not A Dream - Sodagreen feat. A-pay 2. My Future Is Not A Dream - Sodagreen 3. My Future Is Not A Dream - A-pay |